# Nooit Opgeven Altijd Doorzetten Aangenaam Door Vermaak En Nuttig Door Ontspanning Combinatie Breda 2018-2019
Questa voce raccoglie le informazioni riguardanti il NAC Breda nelle competizioni ufficiali della stagione 2018-2019.

## Rosa
Aggiornata al 2 febbraio 2019.
| N. |                        | Ruolo | Calciatore             |
| -- | ---------------------- | ----- | ---------------------- |
| 1  | Paesi Bassi (bandiera) | P     | Benjamin van Leer      |
| 2  | Paesi Bassi (bandiera) | D     | Fabian Sporkslede      |
| 3  | Belgio (bandiera)      | D     | Lucas Schoofs          |
| 4  | Paesi Bassi (bandiera) | D     | Menno Koch (capitano)  |
| 6  | Belgio (bandiera)      | C     | Arno Verschueren       |
| 7  | Paesi Bassi (bandiera) | A     | Giovanni Korte         |
| 8  | Paesi Bassi (bandiera) | C     | Mounir El Allouchi     |
| 9  | Paesi Bassi (bandiera) | A     | Mitchell te Vrede      |
| 11 | Paesi Bassi (bandiera) | A     | Robert Mühren          |
| 12 | Svezia (bandiera)      | C     | Ramon Pascal Lundqvist |
| 14 | Belgio (bandiera)      | C     | Olivier Rommens        |
| 16 | Paesi Bassi (bandiera) | P     | Theo Zwarthoed         |
| 17 | Paesi Bassi (bandiera) | C     | Mikhail Rosheuvel      |
| 18 | Paesi Bassi (bandiera) | C     | Grad Damen             |
| 19 | Inghilterra (bandiera) | C     | Sullay Kaikai          |

| N. |                        | Ruolo | Calciatore           |
| -- | ---------------------- | ----- | -------------------- |
| 20 | Paesi Bassi (bandiera) | C     | Marwin Reuvers       |
| 21 | Inghilterra (bandiera) | D     | Greg Leigh           |
| 22 | Paesi Bassi (bandiera) | D     | Khalid Karami        |
| 23 | Australia (bandiera)   | D     | Alex Gersbach        |
| 24 | Paesi Bassi (bandiera) | D     | Daan Klomp           |
| 25 | Francia (bandiera)     | D     | Dorian Dervite       |
| 26 | Polonia (bandiera)     | P     | Karol Niemczycki     |
| 27 | Paesi Bassi (bandiera) | C     | Anouar Kali          |
| 28 | Paesi Bassi (bandiera) | C     | Gianluca Nijholt     |
| 29 | Paesi Bassi (bandiera) | A     | Sydney van Hooijdonk |
| 32 | Paesi Bassi (bandiera) | D     | Jethro Mashart       |
| 33 | Curaçao (bandiera)     | C     | Gervane Kastaneer    |
| 40 | Serbia (bandiera)      | C     | Luka Ilić            |
| 46 | Paesi Bassi (bandiera) | D     | Pele van Anholt      |